# Ponce Inlet
Ponce Inlet es un pueblo ubicado en el condado de Volusia en el estado estadounidense de Florida. En el Censo de 2010 tenía una población de 3.032 habitantes y una densidad poblacional de 79,13 personas por km².

## Geografía
Ponce Inlet se encuentra ubicado en las coordenadas 29°5′14″N 80°55′38″O / 29.08722, -80.92722. Según la Oficina del Censo de los Estados Unidos, Ponce Inlet tiene una superficie total de 38.32 km², de la cual 11.69 km² corresponden a tierra firme y (69.48%) 26.62 km² es agua.

## Demografía
Según el censo de 2010, había 3.032 personas residiendo en Ponce Inlet. La densidad de población era de 79,13 hab./km². De los 3.032 habitantes, Ponce Inlet estaba compuesto por el 97% blancos, el 0.13% eran afroamericanos, el 0.3% eran amerindios, el 0.99% eran asiáticos, el 0.07% eran isleños del Pacífico, el 0.26% eran de otras razas y el 1.25% pertenecían a dos o más razas. Del total de la población el 1.85% eran hispanos o latinos de cualquier raza.